# جون س. كوفي
جون س. كوفي (بالإنجليزية: John C. Coffee) هو محامي أمريكي، ولد في 15 نوفمبر 1944 في ألباني في الولايات المتحدة.